# José Argote
José Ramon Argote Vega (Maracaibo, 17 oktober 1980) is een Venezolaans voormalig voetbalscheidsrechter. Hij was in dienst van FIFA en CONMEBOL tussen 2008 en 2023. Ook leidde hij van 2011 tot 2023 wedstrijden in de Primera División.
Zijn eerste interland floot hij op 20 november 2008, toen Venezuela met 0–0 gelijkspeelde tegen Angola. Tijdens dit duel gaf Argote vier gele kaarten. In mei 2015 werd hij uitgekozen als een van de tien scheidsrechters op de Copa América. In de groepsfase leidde Argote twee wedstrijden. In het duel tussen Mexico en Ecuador (1–2) stuurde hij in de 70ste minuut de Mexicaanse bondscoach Miguel Herrera van het veld, die herhaaldelijk met de arbiter bleef bekvechten.

## Interlands
| Datum            | Plaats                           | Wedstrijd             | Uitslag | Competitie           | Kreeg geel | Kreeg voor de tweede keer geel en dus rood | Weggestuurd |
| ---------------- | -------------------------------- | --------------------- | ------- | -------------------- | ---------- | ------------------------------------------ | ----------- |
| 20 november 2008 | Barinas, Venezuela               | Venezuela – Angola    | 0 – 0   | Vriendschappelijk    | 4          | 0                                          | 0           |
| 13 juni 2015     | Antofagasta, Chili               | Uruguay – Jamaica     | 1 – 0   | Copa América 2015    | 3          | 0                                          | 0           |
| 19 juni 2015     | Rancagua, Chili                  | Mexico – Ecuador      | 1 – 2   | Copa América 2015    | 6          | 0                                          | 0           |
| 29 juni 2015     | Santiago, Chili                  | Chili – Peru          | 2 – 1   | Copa América 2015    | 1          | 0                                          | 1           |
| 17 november 2015 | Asuncion, Paraguay               | Paraguay – Bolivia    | 2 – 1   | WK 2018 kwalificatie | 4          | 1                                          | 0           |
| 11 juni 2016     | Houston, Verenigde Staten        | Colombia – Costa Rica | 2 – 3   | Copa América 2016    | 5          | 0                                          | 0           |
| 1 september 2016 | La Paz, Bolivia                  | Bolivia – Peru        | 0 – 3   | WK 2018 kwalificatie | 4          | 0                                          | 0           |
| 24 maart 2017    | Asuncion, Paraguay               | Paraguay – Ecuador    | 2 – 1   | WK 2018 kwalificatie | 4          | 0                                          | 0           |
| 6 juni 2019      | Brasilia, Brazilië               | Brazilië – Qatar      | 2 – 0   | Vriendschappelijk    | 3          | 0                                          | 0           |
| 21 juni 2023     | Santa Cruz de la Sierra, Bolivia | Bolivia – Chili       | 0 – 0   | Vriendschappelijk    | 5          | 0                                          | 0           |